# Nixe spinosa
Nixe spinosa är en dagsländeart som först beskrevs av Jay R. Traver 1933.  Nixe spinosa ingår i släktet Nixe och familjen forsdagsländor. Inga underarter finns listade i Catalogue of Life.